# 楼昌
楼昌（?—?），战国时期赵国的官员。
前276年（周赧王三十九年、赵惠文王二十三年、魏安僖王元年），楼昌率军攻打魏国几城，十二月不能克，廉颇率军攻取几城。前260年（周赧王五十五年、赵孝成王六年、秦昭襄王四十七年），秦国攻克上党，上党百姓逃往赵国。赵国派廉颇率军驻守长平，秦军攻打赵国。赵军迎战，数战失败，阵亡一员副将和四名都尉。赵孝成王召楼昌、虞卿商议，楼昌建议派地位高的使节和秦国媾和。虞卿反对，认为议和与否，控制权在秦国。赵孝成王听从楼昌，于是派郑朱去秦国议和，但秦国又加紧攻打长平，长平之战赵国大败。